# Telestula stocki
Telestula stocki är en korallart som beskrevs av F. Weinberg 1990. Telestula stocki ingår i släktet Telestula och familjen Clavulariidae. Inga underarter finns listade i Catalogue of Life.